# Збалансований бюджет
Збалансований бюджет (особливо урядовий) – це бюджет, у якому доходи дорівнюють витратам. Таким чином, не існує ні дефіциту бюджету, ні профіциту бюджету (рахунок «баланс»). У більш загальному випадку це бюджет, який не має дефіциту, але може мати профіцит.  Циклічно збалансований бюджет – це бюджет, який не обов'язково збалансований з року в рік, але збалансований протягом економічного циклу, демонструючи профіцит у роки буму та дефіцит у роки нестабільності, причому ці фактори з часом компенсуються.
Збалансований бюджет і пов'язана з ним тема бюджетного дефіциту є дискусійним питанням в академічній економічній науці та політиці. Деякі економісти стверджують, що перехід від бюджетного дефіциту до збалансованого бюджету знижує відсоткові ставки, збільшує інвестиції, зменшує торговельний дефіцит і допомагає економіці зростати швидше в довгостроковій перспективі. Інші економісти, особливо (але не тільки) ті, що пов'язані з сучасною монетарною теорією, применшують необхідність збалансованих бюджетів у країнах, які мають право випускати власну валюту, і стверджують, що державні видатки сприяють підвищенню продуктивності, впровадженню інновацій та заощаджень у приватному секторі.

## Економічні погляди
Мейнстрімна економічна теорія в основному виступає за циклічний збалансований бюджет, стверджуючи з точки зору кейнсіанської економіки, що дозвіл на варіювання дефіциту забезпечує економіку автоматичним стабілізатором - бюджетний дефіцит забезпечує фіскальний стимул у важкі часи, тоді як бюджетний профіцит забезпечує стриманість у часи буму. Кейнсіанська економіка не виступає за фіскальне стимулювання, коли існуючий державний борг вже є значним.
Альтернативні течії в мейнстрімі та відгалуженнях неортодоксальної економіки аргументують по-різному: одні стверджують, що бюджетний дефіцит завжди шкідливий, інші - що бюджетний дефіцит не тільки корисний, але й необхідний.

До шкіл, які часто заперечують ефективність бюджетного дефіциту як циклічного інструменту, належатьThe freshwater school та неокласична економіка загалом, а також Австрійська економічна школа. Людвіг фон Мізес - економіст Австрійської школи, захисник ідей класичного лібералізму писав:
Доктрина багаторічного збалансування бюджетів насправді означає наступне: допоки наша партія перебуває при владі, ми будемо підвищувати свою популярність за рахунок бездумних витрат. Ми не хочемо дратувати наших друзів, скорочуючи витрати. Ми хочемо, щоб виборці відчували себе щасливими в умовах штучного короткочасного процвітання, яке породжує політика легких грошей і багата пропозиція додаткових грошей. Пізніше, коли до влади прийдуть наші противники, з'явиться неминучий наслідок нашої експансіоністської політики - депресія. Тоді ми будемо звинувачувати їх у катастрофі і нападати на них за те, що вони не змогли збалансувати бюджет належним чином.

Ludvig von Mises. Planning for Freedom, p. 87
Деякі представники посткейнсіанської економіки, зокрема чарталістська школа (The chartalism school), вважають бюджетний дефіцит необхідним:
Більший дефіцит, достатній для вилучення заощаджень зі зростаючого валового внутрішнього продукту (ВВП) понад те, що може бути вилучено приватними інвестиціями, які шукають прибутку, є не економічним гріхом, а економічною необхідністю.
Бюджетний дефіцит можна розрахувати шляхом віднімання загальних запланованих видатків від загального обсягу наявного бюджету. Це покаже або бюджетний дефіцит (від'ємна різниця), або бюджетний надлишок (позитивна різниця).

### Сучасна монетарна теорія
Сучасна монетарна теорія (СМТ) - це наукова школа, заснована економістом Біллом Мітчеллом та менеджером хедж-фонду Уорреном Мослером, і з тих пір розвинута такими економістами, як Стефані Келтон та Л. Рендалл Рей.Прихильники СМТ стверджують, що збалансований бюджет не є необхідним у короткостроковій перспективі або протягом ділового циклу в країнах з монетарним суверенітетом, що визначається наступним чином:
Монетарний суверенітет - це країна, яка:
- випускає власну валюту,
- не фіксує обмінний курс своєї валюти по відношенню до іншої валюти або товару, і
- не має значного рівня боргу в іноземній валюті[7].

Оскільки така країна може випускати власну валюту, у неї ніколи не може закінчитися ця валюта, і їй не потрібно збільшувати доходи для того, щоб збільшити видатки. Таким чином, єдиним обмеженням для видатків є інфляція, яку вони можуть спричинити, якщо економіка повністю використовує свій капітал та робочу силу. Тому прихильники СМТ стверджують, що бюджетний дефіцит слід використовувати для досягнення повної зайнятості через державну програму зайнятості, яка називається «гарантією робочих місць». Це базується на думці, що дефіцит державного бюджету створює «надлишок приватного сектору», збільшуючи доходи та створюючи заощадження[.

## Політичні погляди

### Сполучені Штати
У Сполучених Штатах рух фіскального консерватизму вважає, що збалансований бюджет є важливою метою. Кожен штат, окрім Вермонта, має поправку про збалансований бюджет, яка передбачає певну заборону на дефіцит, тоді як в Орегоні забороняється перевищення надлишку над доходами більше ніж на 2%. Білль про права  платників податків штату Колорадо (поправка TABOR) також забороняє профіцит і вимагає від штату повернення коштів платникам податків у разі виникнення профіциту бюджету.
Востаннє збалансованим або профіцитним був федеральний бюджет Сполучених Штатів на 2001 рік за часів 42-го президента Білла Клінтона.
Численні джерела стверджують, що станом на 2023 рік збалансований бюджет більше не можливий без масового скорочення витрат федерального уряду США, згідно з даними Бюджетного управління Конгресу США та кількох незалежних джерел. Екстремальне скорочення витрат на численні виплати також навряд чи буде популярним, навіть якщо такі скорочення будуть достатніми для збалансування бюджету США: "Федеральний борг зросте з 98% ВВП у 2023 році до 181% у 2053 році".

### Швеція
Після надмірних запозичень як у державному, так і в приватному секторі, що призвели до банківської кризи у Швеції на початку 1990-х років, а також під впливом низки доповідей про майбутні демографічні виклики, сформувався широкий політичний консенсус щодо фіскальної виваженості. У 2000 році це було закріплено в законі, який встановив цільовий показник профіциту на рівні 2% від бізнес-циклу, який має бути використаний для погашення державного боргу та забезпечення довгострокового майбутнього для омріяної держави загального добробуту. Сьогодні мета становить 1% від бізнес-циклу, оскільки пенсії за віком більше не вважаються державними витратами.

### Велика Британія
У 2015 році Джордж Осборн, канцлер казначейства, оголосив, що має намір запровадити закон, згідно з яким уряд повинен забезпечити профіцит бюджету, якщо економіка зростає. Науковці розкритикували цю пропозицію: професор Кембриджського університету Ха-Джун Чанг заявив, що канцлер заплющує очі на складнощі економіки 21 століття, яка вимагає від урядів залишатися гнучкими та реагувати на мінливі світові події.
З 1980 року було лише шість років, коли бюджет мав профіцит: двічі, коли канцлером казначейства був консерватор Джон Мейджор, у 1988 і 1989 роках, і чотири рази, коли канцлером був лейборист Ґордон Браун, у 1998, 1999, 2000 і 2001 роках.

## Мультиплікатор збалансованого бюджету
Завдяки ефекту мультиплікатора можна змінювати сукупний попит (Y), зберігаючи збалансований бюджет. Припустимо, що уряд збільшує свої видатки (G), врівноважуючи це збільшення збільшенням податків (T). Оскільки лише частина доходу, вилученого у домогосподарств, буде фактично витрачена, зміна споживчих витрат буде меншою, ніж зміна податків. Отже, чиста зміна у витратах (збільшення державних видатків і зменшення споживчих видатків) у цій точці є додатною, а індукований другий і наступні раунди видатків також є додатними, що дає позитивний результат для мультиплікатора збалансованого бюджету. Загалом, за відсутності індукованих змін у відсоткових ставках та рівні цін, зміна збалансованого бюджету призведе до зміни сукупного попиту на величину, що дорівнює зміні у витратах. Нехай функція споживання має вигляд:
{\displaystyle C=c_{0}+c_{1}\left(Y-T\right).}
Рівняння рівноваги на ринку товарів має вигляд:
{\displaystyle Y=C+I+G+NX}
де I – екзогенні фізичні інвестиції, а NX – чистий експорт . Використання першого рівняння в другому дає наступний розв'язок для Y:
{\displaystyle Y={\frac {1}{1-c_{1}}}\left(c_{0}+I+G+NX-c_{1}T\right),}
та враховуючи різницю між змінними та налаштуванням {\displaystyle \Delta I=\Delta NX=0} і {\displaystyle \Delta T=\Delta G,} у нас є
{\displaystyle \Delta Y={\frac {1}{1-c_{1}}}(\Delta G-c_{1}\Delta G)=\Delta G.}
Потім діленням на {\displaystyle \Delta G} дає мультиплікатор збалансованого бюджету як
{\displaystyle {\frac {\Delta Y}{\Delta G}}\vert _{\Delta T=\Delta G}=1.} 
Це називається теоремою Хаавельмо, яка показує, що мультиплікатор збалансованого бюджету досягає свого максимального значення, коли будь-яке збільшення державних видатків ΔG відповідає рівному збільшенню фіскального навантаження Δ T, щоб уникнути підвищення рівня державного боргу. Дефіцитне фінансування, тобто зростання державних видатків без рівного збільшення грошових надходжень до державної скарбниці, завжди є менш ефективним політичним вибором для прискорення зростання ВНП.
Однак, збалансований бюджет стає меншим, коли зміни у відсотковій ставці змінюють інвестиційні витрати та попит на гроші, а зміни у рівні цін впливають на попит на гроші.